# Stylidium induratum
Stylidium induratum är en tvåhjärtbladig växtart som beskrevs av Munro Briggs Scott. Stylidium induratum ingår i släktet Stylidium och familjen Stylidiaceae. Inga underarter finns listade i Catalogue of Life.